# Microdentistry
Als Microdentistry, auch mikroskopische Zahnheilkunde,  wird die Behandlung am Zahn (bei Karies), im Zahn (Wurzelkanalbehandlung),  am Zahnfleisch in der Parodontalchirurgie und am Kieferknochen (Zahnimplantate) unter Zuhilfenahme eines Dentalmikroskops mit 3–40facher Vergrößerung bezeichnet. Bereits seit Ende der achtziger Jahre wird das Operationsmikroskop, wie es aus anderen Fachbereichen bekannt war, in der Zahnheilkunde eingesetzt. Es wurde im Laufe der Zeit für die speziellen Anforderungen der Zahnheilkunde modifiziert und weiterentwickelt.
Als Pioniere bei der Behandlung mit dem Dentalmikroskop sind zu erwähnen Syngcuk Kim (USA) und Richard A. Rubinstein (USA), die die erste Wurzelspitzenresektionen unter dem Dentalmikroskop durchführen. Weitere Pioniere sind Clifford Ruddle (USA), Dennis Shanelec (USA) und Glenn van Ass (Kanada).
Das Dentalmikroskop wird zunehmend in der Zahnarztpraxis in der Endodontie (Wurzelkanalbehandlung) verwendet. Seltener wird es in der restaurativen Zahnmedizin eingesetzt.
In Deutschland ist mit der Novelle der privaten Gebührenordnung für Zahnärzte (GOZ) seit Januar 2012 eine Abrechnungskennziffer eingeführt worden, die es erlaubt, den aufwändigen Einsatz eines Dentalmikroskops in Rechnung zu stellen. Ob diese Gebühr den Anschaffungskosten und dem Arbeitsaufwand gerecht wird, ist in der Zahnärzteschaft umstritten.
Seit 2009 fördert die Deutsche Gesellschaft für mikroskopische Zahnheilkunde e.V. (DGmikro) die Etablierung des Dentalmikroskops in der Zahnmedizin.